# Marmararegionen
Marmararegionen eller Marmara-regionen (tyrkisk: Marmara Bölgesi ) er en geografisk region i Tyrkiet.
Beliggende i det nordvestlige Tyrkiet grænser det op til Grækenland og Det Ægæiske Hav mod vest, Bulgarien og Sortehavet mod nord, Sortehavsregionen mod øst og Det Ægæiske Hav mod syd. I centrum af regionen er Marmarahavet, som giver regionen sit navn. Den største by i regionen er Istanbul.
Blandt de syv geografiske regioner har Marmara-regionen det næstmindste område, men alligevel den største befolkning; det er den tættest befolkede region i landet.

## Inddeling
- Çatalca - Kocaeli sektion (tyrkisk: Çatalca - Kocaeli Bölümü)
  - Adapazarı -området (tyrkisk: Adapazarı Yöresi )
  - Istanbul -området (tyrkisk: Istanbul Yöresi)
- Ergene Sektion (tyrkisk: Ergene Yöresi)
- Sydlige Marmara -sektion (tyrkisk: Güney Marmara Bölümü)
  - Biga - Gallipoli- området (tyrkisk: Biga - Gelibolu Yöresi)
  - Bursa -området (tyrkisk: BursaYöresi)
  - Karesi- området (tyrkisk: Karesi Yöresi)
  - Samanlı- området (tyrkisk: Samanlı Yöresi)
- Yıldız Sektion (tyrkisk: Yıldız Bölümü )

## Økoregioner

### Terrestrisk

#### Palæarktisk

##### Tempereret løvfældende skov
- Balkan blandede skove
- Euxine-Colchic løvskove

##### Tempererede nåleskove
- Nordanatolske nåletræer og løvskove ( Tyrkiet )

##### Middelhavsskove, skove og krat
- Ægæiske og vestlige Tyrkiet sklerofyløse og blandede skove
- Anatolske nåletræer og løvfældende blandingsskove

## Provinser
Provinser, der helt ligger i Marmara-regionen:
- Edirne
- Istanbul
- Kırklareli
- Kocaeli
- Tekirdağ
- Yalova

Provinser, derhovedsageligt ligger i Marmara-regionen:
- Balıkesir
- Bilecik
- Bursa
- Çanakkale
- Sakarya

## Geografi
Yıldız-bjergene og Uludağ ligger i Marmara-regionen. Øer i Det Ægæiske Hav er Gökçeada og Bozcaada, og i Marmarahavet ligger Marmaraøen, Avşa, Paşalimanı, İmralı og Prinsøerne i Istanbul.